# Charancieu
Charancieu település Franciaországban, Isère megyében. Lakosainak száma 748 fő (2022. január 1.). Charancieu Saint-Ondras, Les Abrets-en-Dauphiné és Villages du Lac de Paladru községekkel határos.

## Népesség
A település népességének változása:
| Lakosok száma | 268  | 407  | 521  | 672  | 724  | 741  | 774  | 767  | 769  | 748  |
|               | 1968 | 1982 | 1990 | 2006 | 2013 | 2015 | 2017 | 2019 | 2020 | 2022 |